# Portnoy's Complaint
Portnoy’s Complaint (El lamento de Portnoy) es una novela escrita por el autor estadounidense Philip Roth. Fue publicada en 1969. La novela es un monólogo de un joven soltero judío que se confiesa con su psicoanalista en un lenguaje «íntimo, detallado y abusivo». La revista Time incluyó la novela en su lista de las cien mejores novelas en inglés entre 1925 y 2005.

## Estructura y temas
Estructuralmente, Portnoy’s Complaint (El lamento de Portnoy) es un monólogo continuo de Alexander Portnoy a su psicoanalista, el Dr. Spielvogel. Roth explicó que eligió esta estructura porque la relación paciente-analista le permitía usar un lenguaje que en otro ambiente ficticio hubiera sido considerado pornográfico y exhibicionista.
Portnoy es un joven judío-estadounidense lujurioso. La narración describe distintas escenas de cada una de las etapas de su vida. Cada una de estas escenas está relacionada con su dilema principal: su incapacidad para disfrutar sus aventuras sexuales y cómo esto lo lleva a realizar actos sexuales más creativos y degradantes. Roth define el Portnoy’s complaint (El lamento de Portnoy) en la primera página de la novela como «un desorden en el que fuertes impulsos éticos y altruistas están en constante conflicto con deseos sexuales, generalmente de naturaleza perversa».
Otros temas tratados en el libro son las experiencias de asimilación de los judío-estadounidenses, sus relaciones con los judíos de Israel y los placeres y desventajas de ser un hijo en una familia judía.
Desde su publicación, hubo especulación sobre qué era ficticio y qué era autobiográfico en Portnoy’s Complaint. En su novela de 1981, Zuckerman Unbound, Roth se burla de esos rumores.  En esa novela, el alter ego de Roth, Nathan Zuckerman, es acosado por personas que no pueden creer que estuviera usando sus facultades creativas cuando escribió las escenas de sexo de su novela Carnovsky (la álter novela de Portnoy's Complaint)

## Adaptación cinematográfica
En 1972, la novela fue adaptada en una película homónima dirigida por Ernest Lehman y protagonizada por Richard Benjamin y Karen Black.